# Aqueduc de l'Aqua Appia
Pour les articles homonymes, voir Appia.
L'aqueduc de l'Aqua Appia, aqueduc d'Appius ou aqueduc Appien (en latin : Aqua Appia) est le plus ancien aqueducs desservant Rome en eau potable, construit en 312 av. J.-C. par Caius Plautius Venox et Appius Claudius Caecus alors qu'ils occupent la censure.

## Histoire

### Construction
Depuis la fondation de la ville, les Romains utilisent les eaux du Tibre, de puits et de sources, qui sont des objets de vénérations et de culte pour eux, croyant en leurs vertus curatives. Mais à la fin du IVe siècle av. J.-C., alors que la ville connaît une période de forte croissance après la première guerre samnite, ces méthodes d'approvisionnement sont devenues insuffisantes. Il est également possible que la qualité des eaux puisées, qui proviennent majoritairement du Tibre, se soit nettement dégradée à cause d'une pollution des eaux plus importante, conséquence du développement de la ville. C'est en 312 av. J.-C., sous le premier consulat de Marcus Valerius Maximus Corvinus et Publius Decius Mus, durant la deuxième guerre samnite, que les deux censeurs lancent la construction du premier aqueduc de Rome,. Pour sa construction, les ingénieurs romains s'inspirent des techniques de drainage étrusques, experts en matière d'hydraulique.
L'édification de l'aqueduc est financée sur des fonds publics et confiée à Caius Plautius Venox et Appius Claudius Caecus, ce dernier supervisant en parallèle la construction de la Voie Appienne de la Porte Capène à Capoue,. C'est son collègue à la censure, Caius Plautius, qui découvre les sources, le long de la Via Praenaestina. Il reçoit à l'occasion le cognomen de Venox, « pour avoir recherché les veines de cette eau ». Caius Plautius Venox abdique de la censure au bout de 18 mois comme le veut la tradition, pensant que son collègue en ferait autant. Mais Appius Claudius Caecus se maintient à la censure en prétextant que les clauses de la Lex Aemilia ne s'applique pas dans son cas et obtient seul l'honneur de donner son nom à l'aqueduc lors de sa mise en service,.

### Restaurations
Selon Tite-Live, au début du IIe siècle av. J.-C., le débit de l'aqueduc faiblit de façon inquiétante. En 184 av. J.-C., le censeur Caton l'Ancien prend des mesures pour rétablir le débit initial en faisant retirer les conduites illégales et en supprimant l'approvisionnement aux particuliers.
L'ouvrage est réparé par Quintus Marcius Rex entre 144 et 140 av. J.-C., et par Agrippa, en tant qu'édile, en 33 av. J.-C. qui ajoute une extension jusqu'à la rive droite. À la suite d'un rapport des consuls Quintus Aelius Tubero et Paullus Fabius Maximus en 11 av. J.-C., Auguste fait ajouter la branche secondaire Aqua Augusta pour doubler la capacité de l'aqueduc.

## Description

### Les sources
Il capte de l'eau d'une série de sources située près de la voie Prénestine, dans les collines de la Sabine à l'est de Rome, entre le septième et huitième mille (à environ 10 kilomètres de Rome) de la route de Préneste ou de Gabies, dans l'Ager Lucullanus. Ces sources sont aujourd'hui perdues mais devaient se trouver à une altitude de 24 mètres, 16 à 20 mètres sous terre. Certains les localisent près de La Rustica ou latomie della Rustica, réservoirs formés par d'anciennes carrières, alors que d'autres affirment qu'elles se sont asséchées.

### Parcours hors de Rome
Le canal est entièrement souterrain hors de Rome et son tracé reste encore en grande partie inconnu. Le fait que l'aqueduc soit souterrain peut s'expliquer par les limitations de la technologie de l'époque mais aussi par des raisons de sécurité, pour éviter que d'éventuels ennemis ne puissent couper l'approvisionnement en eau en s'approchant de Rome. En effet, à l'époque de sa construction, les Romains sont en guerre depuis plusieurs années contre les Samnites qui représentent une menace constante pour la ville de Rome.
Selon Frontin, l'aqueduc ne dispose pas de piscine épuratoire (piscina limaria) qui fonctionne comme un bassin d'épuration mais pourrait alimenter une piscina publica. Les tronçons mis au jour dévoilent une construction encore imparfaite avec l'usage de blocs de tuf perforés d'une ouverture d'un diamètre de 30 cm, reliés les uns aux autres et constituant le conduit dans lequel s'écoule l'eau, ce qui ne permet pas d'assurer une bonne étanchéité. Ces blocs sont placés dans un canal dont le sol et les parois latérales sont en maçonnerie, couvert d'un plafond voûté.
Il est un des aqueducs les moins élevés de Rome avec une altitude de 20 m environ à son arrivée car il capte l'eau dans les champs voisins de Rome. Seul l'Aqueduc Alsietina est plus bas avec 17 m en altitude au terminus. La différence d'altitude entre la source et la destination n'est que de 10 mètres en 16,6 kilomètres, une construction remarquable pour la technologie de la fin du IVe siècle av. J.-C.

### Parcours dans Rome
L'aqueduc entre dans Rome ad Spes Veterem (près d'un sanctuaire dédié à Spes qui occupe le point le plus élevé à l'est de la ville), au niveau de la Porte Majeure, à 30 mètres sous terre. Il traverse le Caelius puis sort de terre un peu avant la Porte Capène, longe le Mur Servien. Selon Martial, un poète contemporain de Frontin, « à la porte Capène, [...] la route est humide des pleurs que distille la voûte », signe que le canal n'est plus étanche. Seuls 90 mètres sont portés sur arcades, ce qui est nécessaire pour traverser la dépression entre le Caelius et l'Aventin sous lequel l'aqueduc passe pour finalement atteindre la partie sud du Forum Boarium et les salinae, près de la Porte Trigémine, au pied du Clivus Publicius, au bord du Tibre, point à partir duquel son eau est distribuée dans la ville. Tandis que la partie nord du Forum Boarium est bien desservie en eau, avant l'arrivée de l'Aqua Appia, la partie sud ne comptait qu'une seule source baptisée Fons Scaurianus.

### Branches secondaires
Afin d'augmenter sa capacité, Auguste ajoute une branche secondaire, Aqua Augusta, qui capte de nouvelles sources entre le sixième et le septième mille de la Via Praenaestina, près de Collatia. Après un parcours souterrain de 9,5 km, le canal de l'Aqua Augusta rejoint celui de l'Aqua Appia au lieu-dit ad Gemellos.

## Fonction

### Usage
Au début de la curatelle de Frontin, selon les registres officiels, le débit de l'aqueduc est de 841 quinaires, mais ses propres mesures donnent 704 quinaires. Durant sa mission d'inspection, le curateur des eaux constate à la tête de l'aqueduc un débit bien supérieur de 1 825 quinaires. La différence s'explique par des fuites tout au long du parcours, les canaux n'étant jamais parfaitement étanches, mais aussi par de nombreuses déviations non autorisées, toutes dans la ville étant donné que l'aqueduc est souterrain en-dehors, ce qui empêche tout détournement frauduleux. L'aqueduc retrouve son débit initial après que le curateur a mis fin aux fraudes.

### Distribution
L'eau de l'aqueduc est distribuée dans six des quatorze régions de la Rome augustéenne (Regiones II - Caelimontium, VIII - Forum Romanum, IX - Circus Flaminius, XI - Circus Maximus, XIII - Aventinus et XIV - Transtiberim) au moyen de vingt châteaux d'eau (castella). L'alimentation de la Regio XIV est rendue possible par l'extension des canalisations depuis le Forum Boarium qui traversent le Tibre en empruntant le pont Æmilius. Étant donné sa faible altitude, l'aqueduc ne devait desservir que les zones les plus basses du Transtiberim, c'est-à-dire les quartiers au sud et à l'ouest du pont Æmilius.
| Hors de Rome (extra urbem) | Hors de Rome (extra urbem) | Dans Rome (in urbe) | Dans Rome (in urbe)  | Dans Rome (in urbe) | Dans Rome (in urbe) | Dans Rome (in urbe)           | Dans Rome (in urbe)           | Dans Rome (in urbe)           | Dans Rome (in urbe)           |
| -------------------------- | -------------------------- | ------------------- | -------------------- | ------------------- | ------------------- | ----------------------------- | ----------------------------- | ----------------------------- | ----------------------------- |
| Concession impériale       | Usage privé                | Nombre de castella  | Concession impériale | Usage privé         | Usage public        | Répartition de l'usage public | Répartition de l'usage public | Répartition de l'usage public | Répartition de l'usage public |
| Concession impériale       | Usage privé                | Nombre de castella  | Concession impériale | Usage privé         | Usage public        | Camps                         | Établissements et ateliers    | Lieux de spectacle            | Bassins                       |
| 5 (1%)                     | 5 (1%)                     | 20                  | 151 (21%)            | 194 (28%)           | 354 (50%)           | 3 (1%) (1 camp)               | 123 (35%) (14 établissements) | 2 (1%) (1 lieu de spectacle)  | 226 (64%) (92 bassins)        |

## Conversions
- La quinaire (quineria) est un « module de mesure des eaux » correspondant à un tuyau d'un diamètre de cinq quarts de doigts (2,3 cm) qui sert de référence pour évaluer le débit d'eau circulant dans un conduit depuis le Ier siècle av. J.-C., ce module ayant été introduit par Vitruve ou Agrippa[a 14]. La manière dont les ingénieurs romains convertissent le débit de l'eau pour l'exprimer en un diamètre de tuyau n'est pas bien établie, aussi plusieurs conversions en mètres cubes journaliers ont été proposées, allant de 32,8 à 40,6 m3/jour[9] ;
- le pas romain (gradus) vaut 0,741 mètre, 1,482 mètre si on compte en double pas (passus) ;
- le mille romain (milliarium) vaut 1 482 mètres, soit mille double pas.